# Wild West Hero
Wild West Hero è un singolo del gruppo musicale britannico Electric Light Orchestra, pubblicato nel 1978 ed estratto dall'album Out of the Blue.
Il brano è stato scritto e prodotto da Jeff Lynne.

## Tracce
- 7"

1. Wild West Hero
2. Eldorado